# Contrafacia imma
Contrafacia imma is een vlinder uit de familie van de Lycaenidae. De wetenschappelijke naam van de soort werd als Thecla imma in 1865 gepubliceerd door Prittwitz.

## Synoniemen
- Thecla orcynia Hewitson, 1868
- Thecla anthracia Hewitson, 1874
- Thecla aunia Hewitson, 1874
- Thecla heloisa Möschler, 1883
- Contrafacia mexicana Johnson, 1989
- Contrafacia australis Johnson, 1989
- Contrafacia minutaea Johnson, 1989
- Orcya hewitsoni Johnson, 1990
- Orcya supra Johnson, 1990
- Orcya obliqua Johnson, 1990
- Orcya snyderi Johnson, 1992